# Alphonse Teytaud
Alphonse Teytaud, de son vrai nom Jean-Baptiste Teytaud, né le 15 août 1813 à Lubersac (Corrèze), et mort le 26 novembre 1856 à Gentilly, dit Comte de Lubersac, est un peintre français.

## Biographie
Alphonse Teytaud, comte de Lubersac, est receveur des contributions directes.
Il expose au Salon de 1839 à 1850 où il obtient une médaille de 3e classe en 1845.
Il meurt célibataire à l'âge de 43 ans à Gentilly,.

## Œuvres exposées aux Salons
- Vue prise dans le département de la Corrèze, au Salon de 1839
- Étude dans le Limousin, au Salon de 1839
- Repos de la Sainte-Famille, dans sa fuite en Égypte (effet du matin), au Salon de 1842
- Diane surprise par Actéon, au Salon de 1843
- L'Idylle ; paysage, au Salon de 1845
- L'Élégie, au Salon de 1846
- Aux bords…, au Salon de 1850

## Œuvres dans les collections publiques
- Centre national des arts plastiques[6]
- Limoges, Musée des Beaux-Arts : 
  - L'Élégie[7]
  - L'Idylle[8]
- Poitiers, Musée Sainte-Croix : Aux bords…[9]
- Saint-Étienne, Musée d'Art moderne et contemporain : Jésus sur les bords du Jourdain ou Les Pèlerins d'Emmaüs[10],[11],[12]
- Uzerche, Église Sainte-Eulalie : Le Repos de la Sainte Famille en Égypte[13]
- Tulle, Cathédrale Notre-Dame : L'Annonciation[14]